# Lampropeltis webbi
Espèce
Statut de conservation UICN

 DD  : Données insuffisantes
Lampropeltis webbi est une espèce de serpent de la famille des Colubridae.

## Répartition
Cette espèce est endémique du Mexique. Elle se rencontre sur le versant pacifique de la Sierra Madre occidentale à la frontière entre les États de Durango et de Sinaloa.

## Description
Dans leur description les auteurs indiquent que le plus spécimen en leur possession mesure 37 cm dont 6,5 cm pour la queue. Son dos est blanc grisâtre et présente des anneaux soit rouge-orangé bordés de noir, soit fauve. Le dessus de sa tête est sombre et est orné d'une marque blanc grisâtre en forme de W. Sa face ventrale est réticulée de noir.

## Étymologie
Son nom d'espèce, webbi, lui a été donné en l'honneur de Robert Gravem Webb, herpétologue américain pour ses recherches sur l'herpétofaune du Nord-Ouest du Mexique.

## Publication originale
- Bryson, R.W.; Dixon, J.R. & Lazcano, D. 2005. New species of Lampropeltis (Serpentes: Colubridae) from the Sierra Madre Occidental, México. Journal of Herpetology, vol. 39, n. 2, p. 207-214 (texte intégral).